# Acmadenia teretifolia
Acmadenia teretifolia là một loài thực vật có hoa trong họ Cửu lý hương. Loài này được (Link) E.Phillips mô tả khoa học đầu tiên năm 1920.